# Higher Education
Higher Education is de zesde aflevering van het eerste seizoen van het tienerdrama Beverly Hills, 90210, die voor het eerst werd uitgezonden op 15 november 1990.

## Verhaal
Een onredelijke leraar zorgt ervoor dat Brandon zakt voor zijn geschiedenis. Hij is ten einde raad en vraagt om hulp bij Steve, die hem vervolgens introduceert aan de manieren om een examen te frauderen.
Hij haalt hoge cijfers en wint het respect van Andrea. Als zij hem echter betrapt, confronteert ze hem na de overhoring. Brandon begint zich af te vragen of hij liever oneerlijk een toets haalt, of het slachtoffer wordt van een sadistische leraar.
Ondertussen zetten Brenda en Kelly allebei hun zinnen op Dylan. Als hij toegeeft eerder te vallen op blondjes, besluit Brenda haar haar te verven. Dit resulteert echter in oranje lokken.

## Rolverdeling
- Jason Priestley - Brandon Walsh
- Shannen Doherty - Brenda Walsh
- Jennie Garth - Kelly Taylor
- Ian Ziering - Steve Sanders
- Gabrielle Carteris - Andrea Zuckerman
- Luke Perry - Dylan McKay
- Tori Spelling - Donna Martin
- Carol Potter - Cindy Walsh
- James Eckhouse - Jim Walsh
- Joe E. Tata - Nat Bussichio
- Bill Morey - Jacob Danzel